# Contarinia schulzi
Contarinia schulzi är en tvåvingeart som beskrevs av Gagne 1972. Contarinia schulzi ingår i släktet Contarinia och familjen gallmyggor. Inga underarter finns listade i Catalogue of Life.